# Michael Guest (Diplomat)

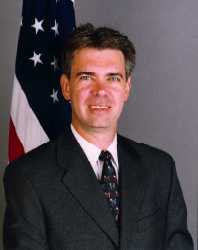
Michael Guest

Michael Guest (* 1957) ist ein US-amerikanischer Diplomat.

## Leben
Guest absolvierte eine Ausbildung im US-amerikanischen diplomatischen Außendienst. Vom 24. September 2001 bis 8. Juli 2004 war Guest als Nachfolger von James Rosapepe Botschafter der Vereinigten Staaten in Rumänien. Er wurde vom US-amerikanischen Präsidenten George W. Bush zum Botschafter ernannt. 2007 verließ er das US-amerikanische Auswärtige Amt.